# Barbara Paulson
Pour les articles homonymes, voir Paulson.
Barbara Paulson, née le 11 avril 1928 et morte le 26 février 2023, est une calculatrice humaine américaine du Jet Propulsion Laboratory (JPL) de la NASA et l'une des premières femmes scientifiques employées dans ce pays. Paulson commence à travailler comme mathématicienne au JPL en 1948, où elle calcule les trajectoires des fusées. Elle fait partie des femmes qui ont rapidement progressé au JPL. 

## Jeunesse
Paulson est née à Columbus (Ohio) le 11 avril 1928. Elle est élevée avec trois frères et sœurs (deux sœurs aînées et un frère cadet) et, à l'âge de 12 ans, son père décède. Après avoir fréquenté l’Ohio State University pendant un an, Paulson et sa famille déménagent à Pasadena, en Californie, où elle commence sa carrière au JPL. 

## Carrière
Paulson rejoint le JPL en 1948 en tant que calculatrice, calculant les trajectoires des fusées. Le 31 janvier 1958, Paulson est affecté au centre d'opérations d'Explorer 1, premier satellite des États-Unis, lancé lors de la course à l'espace avec l'Union soviétique. Paulson effectue le travail avec un équipement minimal : un crayon mécanique, une table lumineuse et du papier quadrillé. 
Lorsque Paulson demande une place de stationnement plus proche de son poste de travail parce qu'elle est enceinte, elle est licenciée, JPL n'employant pas de femmes enceintes à l'époque. Le JPL n’ayant pas de congé maternité, les femmes qui sont licenciées ne peuvent retrouver leur emploi après leur accouchement. Helen Ling la superviseure de Paulson, travaille d'arrache-pied pour réembaucher les femmes qui ont été forcées de quitter l'entreprise sans congé parental. En 1961, Paulson accepte une offre de Ling et  retourne au laboratoire. 
Finalement, Paulson est promue au poste de superviseure au laboratoire. 

## Reconnaissance et postérité
Paulson travaille au Jet Propulsion Laboratory pendant 45 ans et prend sa retraite en 1993. En 2016, Nathalia Holt écrit Rise of the Rocket Girls, un livre sur Paulson et d'autres femmes employées de la NASA. En 2003, Paulson vend sa maison à la suite du décès de son mari et s'installe dans l'Iowa pour se rapprocher de ses filles et de leurs familles. 